# 조나단 데이비스

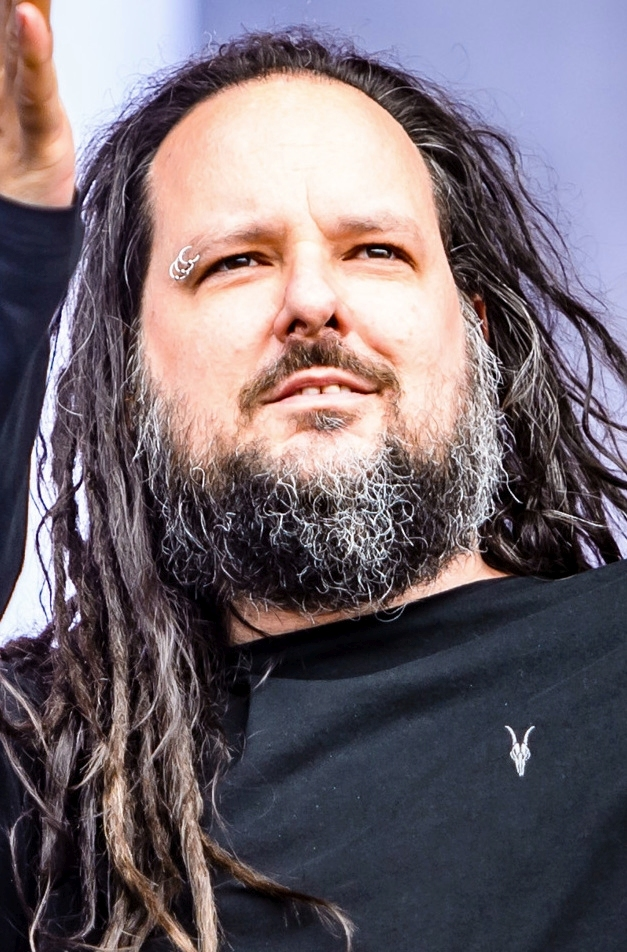
2018년 콘에서의 공연 모습

조나단 데이비스(Jonathan Davis, 본명: Jonathan Howsmon Davis, 1971년 1월 18일 ~ , 다른 이름: JD, JDevil)는 미국의 싱어송라이터, 음악가이다. 누 메탈 밴드 콘(Korn)의 리드 보컬리스트이자 프론트맨으로 유명하며 누 메탈 장르의 선구적인 역할을 한 것으로 간주된다. 데이비스의 구별되는 인품과 콘의 음악은 이후에 출현한 한 세대의 음악가들과 공연가들에 영향을 주었다.

## 디스코그래피

### 음반
콘
- Korn (1994)
- Life Is Peachy (1996)
- Follow the Leader (1998)
- Issues (1999)
- Untouchables (2002)
- Take a Look in the Mirror (2003)
- See You on the Other Side (2005)
- Untitled album (2007)
- Korn III: Remember Who You Are (2010)
- The Path of Totality (2011)
- The Paradigm Shift (2013)
- The Serenity of Suffering  (2016)
- The Nothing (2019)
- Requiem (2022)

Jonathan Davis and the SFA
- Alone I Play (2007)
- Live at the Union Chapel (2011)

킬봇(Killbot)
- Sound Surgery (2012)

솔로
- Black Labyrinth (2018)